# Antrodiella ichnusana
Antrodiella ichnusana är en svampart som tillhör divisionen basidiesvampar, och som beskrevs av Bernicchia, Renvall och Arras. Antrodiella ichnusana ingår i släktet Antrodiella, och familjen Steccherinaceae. Arten har ej påträffats i Sverige.